# Wallendorf (Eifel)
Wallendorf település Németországban, Rajna-vidék-Pfalz tartományban. Lakosainak száma 354 fő (2023. december 31.).

## Népesség
A település népességének változása:
| Lakosok száma | 384  | 340  | 344  | 365  | 369  | 354  |
|               | 1975 | 2017 | 2019 | 2021 | 2022 | 2023 |